# Gvardejskij rajon
Il Gvardejskij rajon (in russo Гвардейский район?) è un rajon dell'Oblast' di Kaliningrad, nella Russia europea; il capoluogo è Gvardejsk.